# 大主教宮 (華沙)

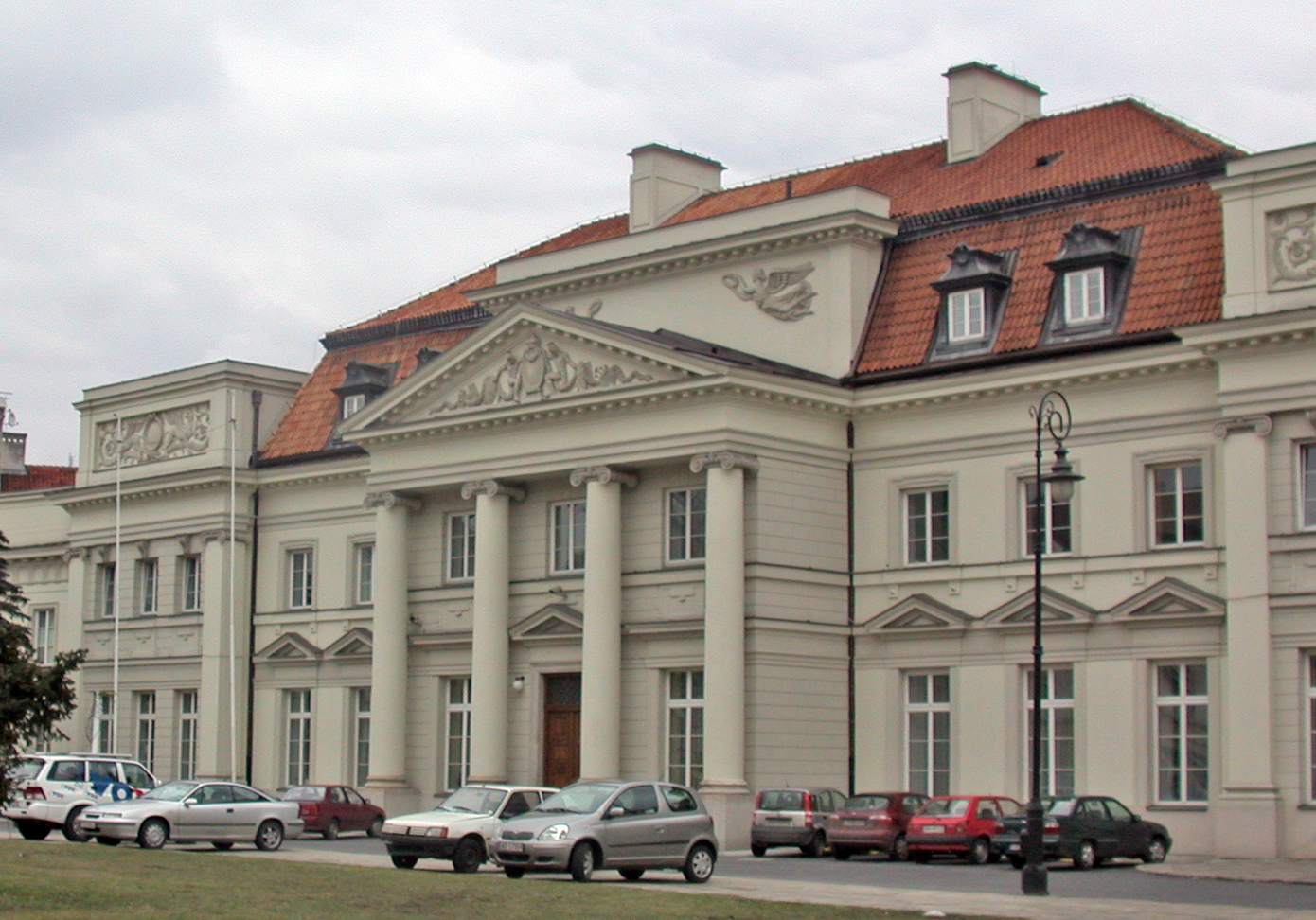
大主教宮

大主教宮（波蘭語：Pałac Prymasowski）是位於波蘭首都華沙斯羅德米斯切區的一座歷史建築。大主教宮於1593年開始修建。在戰間期時期，這裡曾是波蘭農業部的辦公場所。納粹入侵波蘭時，該建築被毀。戰後大主教宮得到修復。